# Fengguo-Tempel

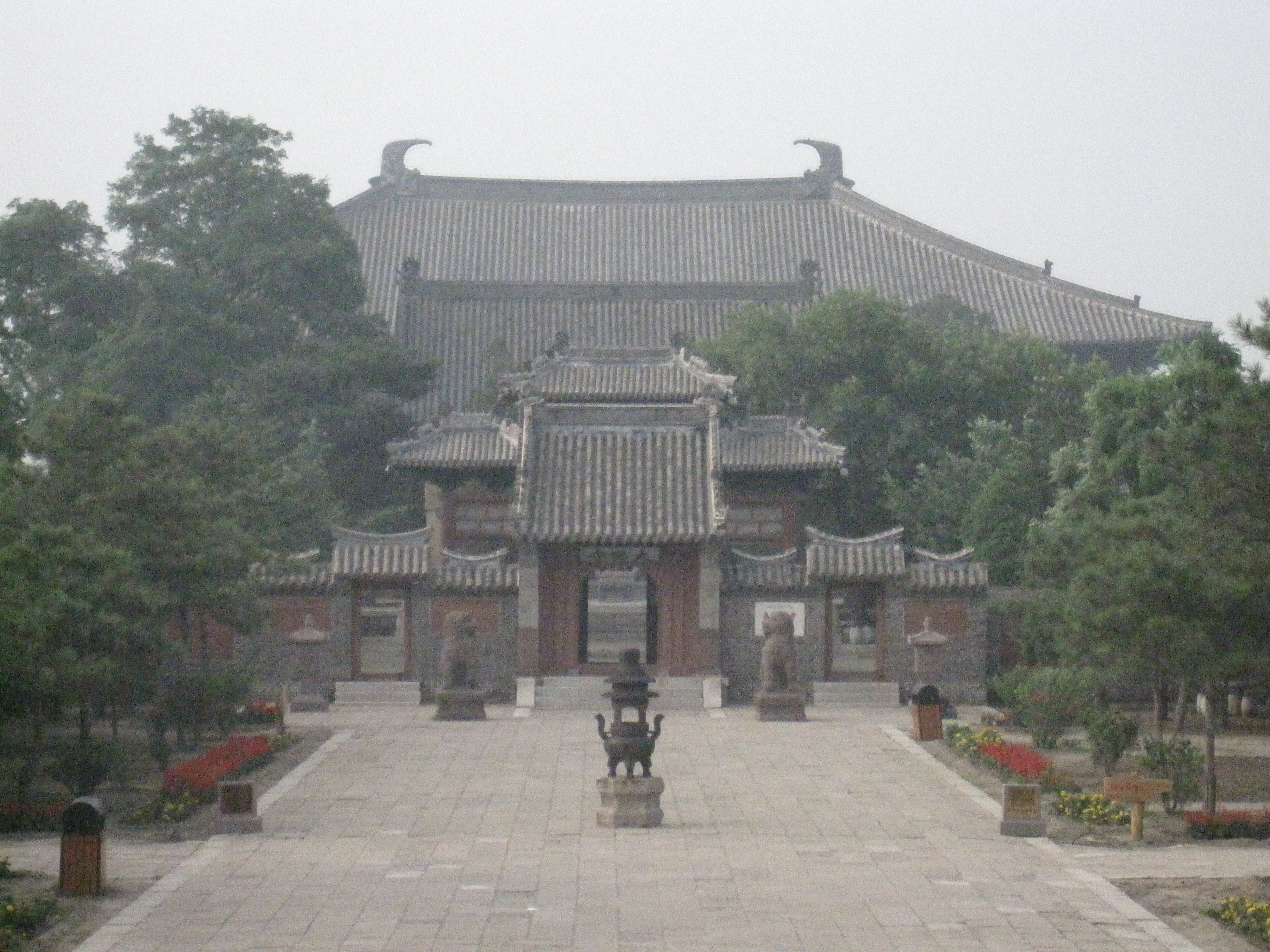
Fengguo-Tempel

Der Fengguo-Tempel (chinesisch 奉国寺, Pinyin Fèngguó sì, englisch Fengguo Temple) ist ein buddhistischer Tempel im Kreis Yi (义县) der bezirksfreien Stadt Jinzhou der nordostchinesischen Provinz Liaoning. Mit seinem Bau wurde im Jahr 1020 in der Zeit der Liao-Dynastie begonnen.
Er steht seit 1961 auf der Liste der Denkmäler der Volksrepublik China (1-86).
Koordinaten: 41° 32′ 34″ N, 121° 14′ 33″ O